# Gehyra dubia
Gehyra dubia är en ödleart som beskrevs av  Macleay 1877. Gehyra dubia ingår i släktet Gehyra och familjen geckoödlor. IUCN kategoriserar arten globalt som livskraftig. Inga underarter finns listade i Catalogue of Life.